# Drostán de Deer
San Drostan (Drustan, Dustan o Throstan) (siglo VII), fue el fundador y abad del monasterio de Old Deer de Aberdeenshire. Sus reliquias fueron trasladadas a la iglesia de Nueva Aberdour. 

## Biografía
Poco se sabe de Drostán, el abad escocés que nació alrededor de 600 d. C. Todo lo que se sabe de él se encuentra en el Aberdonense Breviarium y en el Libro de ciervos, una manuscrito del siglo IX. Ambas se encuentran en la Biblioteca de la Universidad de Cambridge, pero sus datos no coinciden al detalle. Parece haber pertenecido a la familia real escocesa; el nombre de su padre era Cosgrach.
Dando señales de una vocación religiosa, se le encomendó a una edad temprana a la atención de San Columba, quien le entrenó y le dio el hábito monástico. Le acompañó cuando visitó Aberdour en Buchan, a unos 45 kilómetros de Aberdeen. El gobernante de ese país picto les dio alojo en Deir, catorce kilómetros al interior, donde establecieron un monasterio. Cuando San Columba volvió a Iona, dejó a Drostan allí como abad de la nueva fundación. A la muerte del abad de Dalquhongale (Holywood) unos años más tarde, San Drostan fue elegido para sucederle. Luego, sintiéndose llamado a una vida de reclusión mayor, renunció a la abadía. Se fue más al norte, y se convirtió en un ermitaño en Glenesk. Aquí, su santidad atrajo a los pobres y necesitados, y muchos milagros se atribuyen a él, incluyendo la restauración de la vista a un sacerdote llamado Symon. 
Después de su muerte, sus reliquias fueron trasladadas a Arberdour y honorablemente ahí se conservan. El Breviario de Aberdeen celebra su fiesta el 15 de diciembre. El monasterio de Old Deer, que había caído en decadencia, fue reconstruida por monjes cistercienses en el año 1213 y así continuó hasta la Reforma.